# Federico Vercellone
Federico Vercellone (Torino, 7 settembre 1955) è un filosofo italiano.

## Biografia
Federico Vercellone studia a Torino, dove consegue la laurea in Filosofia nel 1981 con una tesi su filosofia, storia e tragedia nel giovane Nietzsche. Ottiene il dottorato in Estetica nel 1987; la sua tesi tratta del ruolo dell’ermeneutica nella cultura tedesca alla fine del XVIII secolo e nel XIX secolo. Questo lavoro porterà al libro Identità dell’antico (Rosenberg & Sellier, 1988). Nel 1992 diventa Professore Associato di Estetica presso la Facoltà di Lettere e Filosofia dell’Università di Udine, e nel 2000 Professore Ordinario. Dal 2008 insegna Estetica presso l’Università di Torino.

## Interessi di ricerca e attività scientifica
La ricerca di Vercellone affronta la relazione tra estetica ed ermeneutica contemporanea, la storia del nichilismo nel pensiero europeo e la tradizione del Romanticismo tedesco. I suoi lavori più recenti si muovono tra la teoria dell'immagine, gli studi visuali e la morfologia attraverso un approccio multidisciplinare ai concetti di forma, immagine e fenomeno  approda all’idea di un nuovo radicamento simbolico del nostro tempo.
Vercellone è colonnista de La Stampa e editor della serie Morphé (Mimesis) insieme a Olaf Breidbach. È membro del comitato editoriale di varie riviste internazionali (Azafea, Cosmo, Estetica, Iride, Itinera, Lebenswelt, Parol, Phantasia, Symphilosophie, Trópos, Visual Culture Studies) e collane (Antropologia della Libertà, Mimesis; Cosmo 1, Mimesis; CrossRoads, Nuova Cultura; Lecture Notes in Morphogenesis, Springer; Initia Philosophiae, Accademia University Press; Philosophia Naturalis, Forum; La vita e le forme, Bononia University Press). È inoltre membro dello staff editoriale di Filosofia e Teologia e dell'advisory board della collana Transcultural Aesthetics edita da Brill. 
Vercellone ha fondato il CIRM | Centro Interdipartimentale di Ricerca sulla Morfologia presso l'Università di Udine (2005-2012) e il CIM | Centro Interuniversitario di Ricerca sulla Morfologia "Francesco Moiso" (2013), di cui è ora direttore. È stato DAAD Fellow presso l'Università di Heidelberg (1989) e Humboldt Fellow all'Università di Tubinga (1994-1995) e all'Università di Jena (2009-2010). È stato Visiting Professor all'EHESS di Parigi e all'Università Keio di Tokyo. È membro della Società Nazionale di Scienze, Lettere e Arti (Accademica di Scienze Morali e Politiche) di Napoli. È stato presidente del Centro Culturale Protestante di Torino (2017- 2024), vicepresidente del Centro Studi Arti della Modernità e membro dell'advisory board di Sensibilia | Colloquium on Perception and Experience, DIREL | Centro Studi "Diritto, Religioni e Letterature" e Fondazione Centro Studi Filosofici di Gallarate. 
Vercellone è stato presidente dell'AISE | Associazione Italiana Studiosi di Estetica (2008-2011) e vicepresidente della SIE | Società Italiana di Estetica fino al 2015. È stato inoltre membro del Board dell'IAA | International Association for Aesthetics dal 2021 al 2023.

## Saggi
- Identità dell'antico: l'idea del classico nella cultura tedesca del primo Ottocento, Torino, Rosenberg & Sellier, 1981, OCLC 964102136.
- Apparenza e interpretazione, Milano, Guerini e Associati 1989.
- Pervasività dell’arte. Ermeneutica ed estetizzazione del mondo della vita, Milano, Guerini e Associati 1990.
- Introduzione al nichilismo (1992), Roma-Bari, Laterza 2009. Trad. tedesca: Einführung zum Nihilismus, München, Fink 1998.
- Nature del tempo. Novalis e la forma poetica del romanticismo tedesco, Milano, Guerini e Associati 1998.
- Estetica dell’Ottocento, Bologna, Il Mulino 1999. Trad. portoghese: A estética do século XIX, Lisboa, Editorial Estampa 2000. Trad. spagnola: Estetica del siglo XIX, Madrid, Machado 2004.
- Storia dell’estetica moderna e contemporanea, con A. Bertinetto e G. Garelli (2003), Bologna, Il Mulino 2007.
- Morfologie del Moderno (2002), Genova, Il Melangolo 2006.
- Lineamenti di storia dell’estetica. La filosofia dell’arte da Kant al XXI secolo, con A. Bertinetto e G. Garelli, Bologna, Il Mulino 2008.
- Oltre la bellezza, Bologna, Il Mulino 2008. Trad. spagnola: Más allá de la belleza, Madrid, Biblioteca Nueva 2013. Trad. inglese: Beyond Beauty, New York, SUNY Press 2017.
- Pensare per immagini. Tra scienza e arte, con O. Breidbach, Milano, Bruno Mondadori 2008. Nuova ed. tedesca: Anschauung Denken. Zum Ansatz einer Morphologie des Unmittelbaren, München, Fink 2011. Trad. inglese: Thinking and Imagination: Between Science and Art, Aurora, Davies Group 2014.
- Le ragioni della forma, Milano-Udine, Mimesis 2011.
- Dopo la morte dell'arte, Bologna, Il Mulino 2013.
- Il futuro dell'immagine, Bologna, Il Mulino 2017.
- Simboli della fine, Bologna, Il Mulino 2018.
- Con S. Tedesco (a cura di), Glossary of Morphology, Springer, Cham 2020.
- L'archetipo cieco. Variazioni sull'individuo moderno, Torino, Rosenberg & Sellier 2021.
- Con L. Follesa (a cura di), Bilddenken und Morphologie. Interdisziplinäre Studien über Form und Bilder im philosophischen und wissenschaftlichen Denken, Berlin/Boston, De Gruyter 2021, https://doi.org/10.1515/9783110674194.
- L'età illegittima. Estetica e teologia politica, Milano, Raffaello Cortina 2022. Trad. inglese: The Illegitimate Age, Montreal, McGill-Queen's University Press 2024.
- Filosofia del tatuaggio. Il corpo tra autenticità e contaminazione, Torino, Bollati Boringheri 2023. Trad. spagnola: Filosofía del Tatuaje, Altamarea, Madrid 2024.